# Liselotte Johansson
Liselotte Johansson-Forget (* 21. Juli 1970 in Berg, Jämtlands län) ist eine ehemalige schwedische Freestyle-Skierin. Sie war auf die Disziplin Aerials (Springen) spezialisiert und gewann bei den Weltmeisterschaften 1991 die Bronzemedaille. Im Weltcup gelang ihr ein Sieg.

## Biografie
Liselotte Johansson gab am 1. Dezember 1990 in Tignes ihr Debüt im Freestyle-Skiing-Weltcup. Nur zwei Wochen später konnte sie in ihrem erst dritten Wettkampf in Zermatt den ersten und einzigen Weltcupsieg ihrer Karriere feiern. Nach drei weiteren Platzierungen unter den besten zehn gehörte sie bei den Weltmeisterschaften in Lake Placid zu den Mitfavoritinnen und gewann dort hinter Wassilissa Sementschuk und Elfie Simchen die Bronzemedaille.
Für den Rest ihrer Laufbahn konnte Johansson nicht mehr an die frühen Erfolge anknüpfen. Die Saison 1991/92 beendete sie nach einem vierten Rang in Breckenridge und vier weiteren Platzierungen unter den besten zehn vorzeitig. Im folgenden Weltcup-Winter erreichte sie in sämtlichen Springen Top-10-Plätze und schaffte als Vierte der Disziplinenwertung ein Karrierehoch. Allein bei den Weltmeisterschaften von Altenmarkt-Zauchensee kam sie nicht über Platz 21 hinaus. Danach fiel sie in den Ergebnislisten zurück, bei den Olympischen Spielen von Lillehammer belegte sie Rang 14. Im Winter darauf gelang ihr als bestes Ergebnis ein sechster Platz, im Rahmen der Weltmeisterschaften in La Clusaz wurde sie Siebente. Dasselbe Resultat schaffte Johansson zwei Jahre später in Iizuna Kōgen, während sie im Weltcup weiter zur erweiterten Spitze gehörte. Nachdem sie bei den Olympischen Spielen von Nagano Platz 18 belegt hatte, gewann sie ihren zweiten schwedischen Meistertitel in Folge. Nach fast zwei Jahren Pause kehrte sie im Dezember 2000 in den Weltcup zurück und wurde gleich wieder Sechste. Ihre letzten Weltmeisterschaften in Whistler schloss sie als Achte ab. Im Anschluss an die Olympischen Spiele von Salt Lake City, wo sie sich mit Rang 21 begnügen musste, beendete sie ihre Laufbahn im Leistungssport.

## Erfolge

### Olympische Spiele
- Lillehammer 1994: 14. Aerials
- Nagano 1998: 18. Aerials
- Salt Lake City 2002: 21. Aerials

### Weltmeisterschaften
- Lake Placid 1991: 3. Aerials
- Altenmarkt-Zauchensee 1993: 21. Aerials
- La Clusaz 1995: 7. Aerials
- Nagano 1997: 7. Aerials
- Whistler 2001: 8. Aerials

### Weltcupwertungen
| Saison  | Gesamt | Gesamt | Aerials | Aerials |
| Saison  | Platz  | Punkte | Platz   | Punkte  |
| ------- | ------ | ------ | ------- | ------- |
| 1990/91 | 27.    | 6      | 7.      | 53      |
| 1991/92 | 32.    | 4      | 11.     | 32      |
| 1992/93 | 18.    | 84     | 4.      | 504     |
| 1993/94 | 31.    | 60     | 11.     | 476     |
| 1994/95 | 34.    | 64     | 13.     | 508     |
| 1995/96 | 23.    | 73     | 9.      | 656     |
| 1996/97 | 33.    | 63     | 13.     | 440     |
| 1997/98 | 42.    | 53     | 13.     | 316     |
| 1998/99 | 34.    | 37     | 17.     | 112     |
| 2000/01 | 39.    | 41     | 20.     | 164     |
| 2001/02 | 53.    | 26     | 29.     | 132     |

### Weltcupsiege
| Datum             | Ort     | Land    | Disziplin |
| ----------------- | ------- | ------- | --------- |
| 16. Dezember 1990 | Zermatt | Schweiz | Aerials   |

### Weitere Erfolge
- 2 schwedische Meistertitel (Aerials 1997 und 1998)[2]